# هيلتون أثينا
هيلتون أثينا هو فندق في أثينا، اليونان. يقع في شارع فاسيليس سوفياس داخل منطقة هيلتون، بالقرب من ميدان سينتغما، وحي كولوناكي وبانغراتي، وغيرها من مناطق الجذب السياحي الرئيسية في وسط أثينا. يقع الفندق مقابل معرض أثينا الوطني ومحطة مترو ايفانجليسموس. يحتوي الفندق على مطعم وبار يُستخدمان أيضاً كأماكن لقاء لأهل أثينا المحليين وكذلك زوّار المدينة. يحتوي على منتجع صحي ومسبح خارجي بمساحة 25متر*15متر.

## تاريخ
افتتح الفندق رسمياً في 20ابريل 1963 كأول سلسلة فنادق دولية في أثينا. كان كونراد هيلتون حاضراً في حفل الافتتاح. من بين ضيوف الفندق أرسطو أوناسيس، المغني فرانك سيناترا، المخرج إنغمار برغمان والممثل أنتوني كوين. كان فندق هيلتون أثينا المقر الرئيسي للجنة الأولمبية الدولية خلال دورة الألعاب الأولمبية الصفية لعام 2004. في عام 2011، اتخذت اللجنة المُنظمة لدورة الألعاب الأولمبية الصيفية العالمية الفندق قاعدة لعملياتها. استضاف الفندق أول معرض فني معاصر في أثينا «معرض هيلتون»، بالتعاون مع ماريلينا لياكوبولو. من عام 1968 حتى عام 1972، كان معرض هيلتون مسؤولاً عن العديد من المعارض التاريخية. في الوقت الحاضر، يعرض الفندق الأعمال الفنية ويستثمر بانتظام في معارض للفنانين من اليونان وخارجها.

## البناء

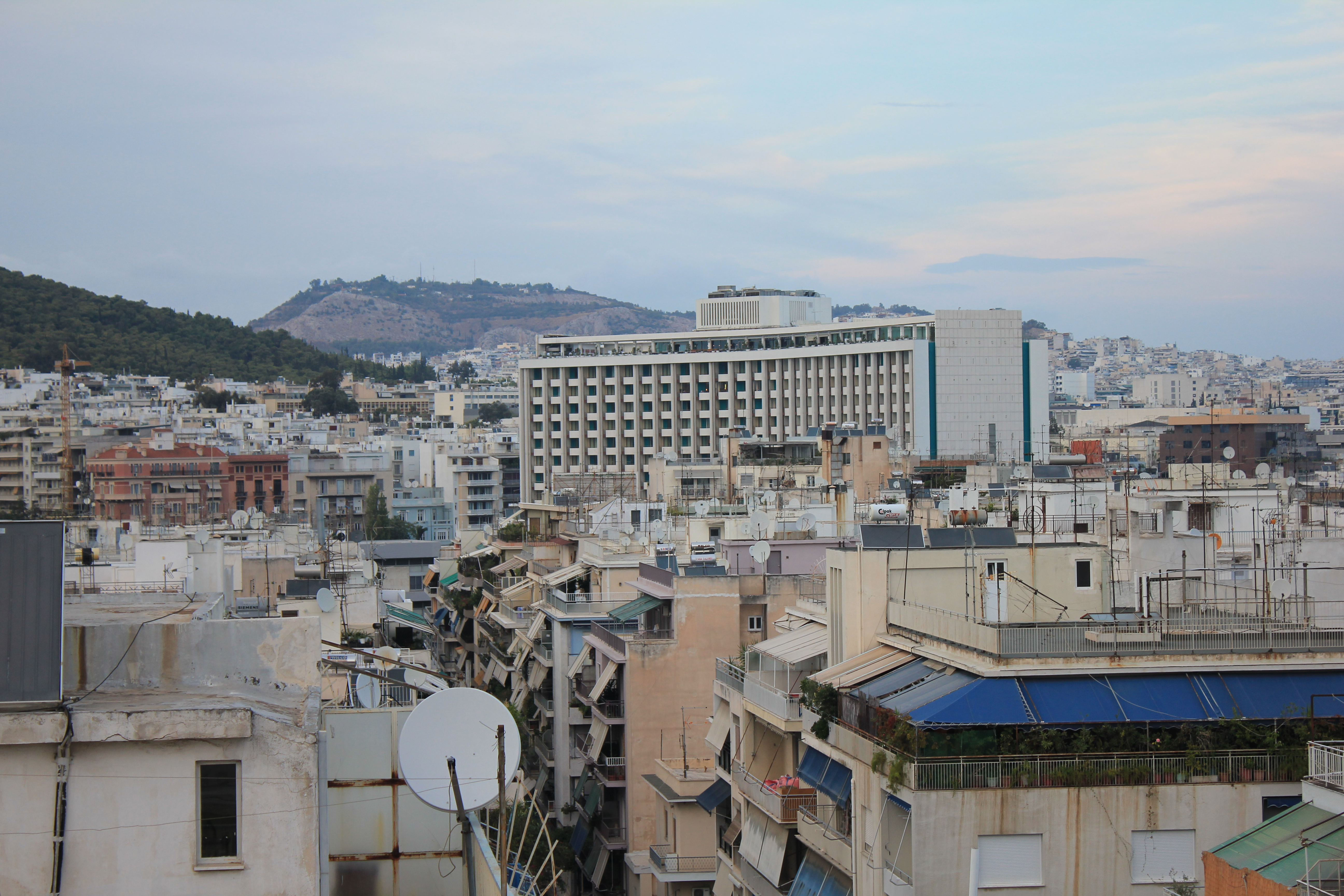
فندق هيلتون أثينا كما يُرى من حي بانجراتي

تم تصميم الفندق من قبل فريق من المهندسين المعماريين من ضمنهم إيمانويل فوركاس، بروكوبيس فاسيليدس، أنتوني جورجيادس و سبيرو ستايكوس. صمم الفنان يانس موراليس نقوش واجهة المبنى مستوحياً في ذلك السمات اليونانية.
شُيد الفندق في فترة ما بعد الحرب بين عامي 1958و1963. أدى الجمع بين العناصر الكلاسيكية والحديثة في المظهر الخارجي للفندق، مع مزيج من الأساليب الحديثة والتقليدية، إلى حدوث خلافات حول القضايا المعمارية والثقافية والسياسية والتخطيط الحضري.
في عام 2003، توقعاً لدورة الألعاب الأولمبية الصيفية لعام 2004، تم تجديد فندق هيلتون أثينا من قبل المهندسين المعماريين اليونانيين ألكسندروس تومبازيس وشاريس بوغاديليس. تم تجديد الفندق وإضافة جناح شمالي جديد من سبعة طوابق. يحتوي الجناح الجديد على 74 غرفةً وجناحاً مضيفاً ما يصل إلى حوالي 506 غرفة فندقية متاحة. يتكون الفندق من 15 طابق فوق الأرض. يبلغ ارتفاعه 65 متراً.